# هندسة الإلكترونيات

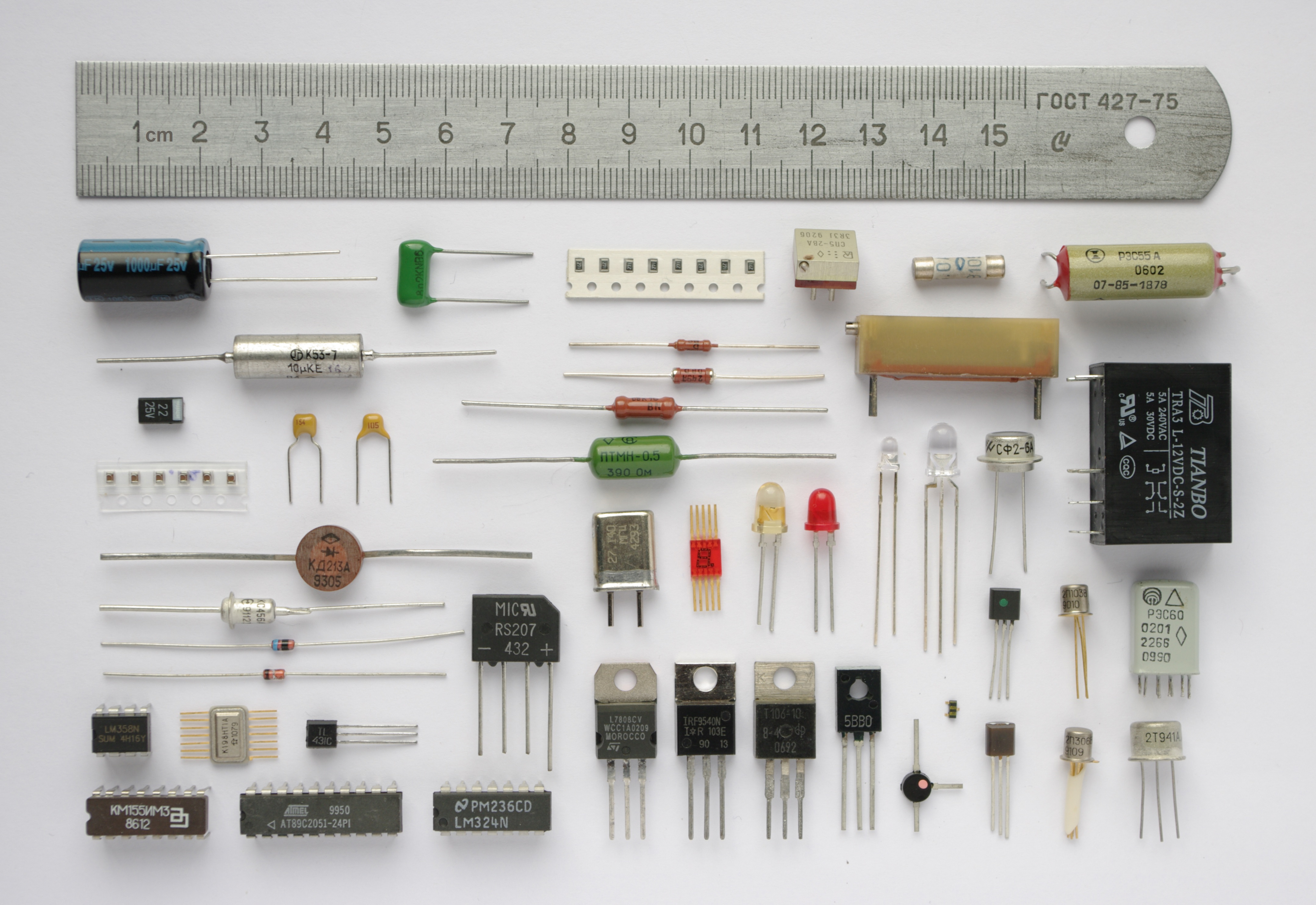
بعض المكونات الالكترونية

هندسة الإلكترونيات أو الهندسة الإلكترونية (بالإنجليزية: Electronic Engineering)‏ ويطلق عليها أيضا اسم هندسة الاتصالات هي فرع الهندسة الكهربائية الذي يتعامل مع المكونات الكهربائية الفعالة غير الخطيّة (مثل أشباه الموصلات خاصة الترانزستور والدايود والدوائر المتكاملة) بغرض تصميم الدوائر الالكترونية، الأجهزة، المعالجات الدقيقة، المتحكمات الدقيقة والأنظمة الإلكترونية. كما تعنى هندسة الإلكترونيات بتصميم المكونات الالكترونية الفعالة، عادة بالاعتماد على لوحة الدارات المطبوعة.
تٌعتبر هندسة الإلكترونيات فرع من الأصل الأكاديمي الأكبر الهندسة الكهربائية، لكنها تشمل مجال هندسي أوسع، يغطي العديد من المجالات الفرعية مثل الإلكترونيات التناظرية، الإلكترونيات الرقمية، الأنظمة المضمنة، الإلكترونيات الاستهلاكية والالكترونيات الصناعية.
تهتم هندسة الإلكترونيات بتنفيذ المبادئ والتطبيقات والخوارزميات المتطورة عن العديد من المجالات ذات الصلة، على سبيل المثال فيزياء الجوامد، هندسة البث، والاتصال عن بعد، ونظم التحكم، معالجة الإشارة، وهندسة الأنظمة وهندسة الحاسب الآلي، هندسة الأجهزة الدقيقة وتحكم الطاقة الالكترونية، والروبوتية وغيرها الكثير.
تعتبر جمعية مهندسي الكهرباء والإلكترونيات وجمعية الهندسة والتقنية من أهم المنظمات وأكثرها تأثيرا في هندسة الإلكترونيات.

## علاقة الهندسة الإلكترونية بالهندسة الكهربائية
الالكترونيات هي حقل فرعي ضمن الموضوع الأكاديمي الأوسع الهندسة الكهربائية. في الشهادات الأكاديمية قد تذكر بعض الجامعات لفظ «هندسة الإلكترونيات»، في حين أن الجامعات الأخرى تكتفي بلفظ «الهندسة الكهربائية» في شهادتها الأكاديمية. لا يزال مصطلح مهندس كهربائي يستخدم في العالم الأكاديمي أثناء الإشارة لمهندس الهندسة الإلكترونية. ومع ذلك، فإن بعض الناس يرون أن مصطلح «مهندس كهربائي» ينبغي أن يكون مخصصا لأولئك المتخصصين في هندسة الطاقة والتيارات الكبيرة والجهد العالي، في حين يرى آخرون أن الطاقة هي موضوع فرعي في الهندسة الكهربائية. في السنوات الأخيرة هناك نمو في الدورات التي تمنح درجات مميزة لهذه الفروع الهندسة مثل «هندسة المعلومات»، «هندسة النظم» و «هندسة الاتصالات»، وما لحق ذلك من وجود أقسام أكاديمية بنفس الأسماء، والتي عادة لا تُعتبر مجالات فرعية لهندسة الإلكترونيات ولكن للهندسة الكهربائية.

## تاريخ
انبثقت فكرة تكريس علم الإلكترونيات كمجال منفصل بسبب التحسينات التقنية في صناعة تلجراف أواخر القرن التاسع عشر، وصناعات الراديو والتلفاز أواخر القرن العشرين، فانجذب الناس للراديو بسبب بهاء تصنيعه، وكان يستقبل في البداية ثم بعد أذلك أصبح يرسل الاشارات، وكان أغلب من يذهبون للبث الإذاعي «هواه» وذلك في الفترة قبل الحرب العالمية الأولى.
بعبارة أعم، فإن تخصص الهندسة الالكترونية وُلد من تطوير معدات الهاتف والراديو والتلفاز، بجانب عدد كبير من الأجهزة الالكترونية التي طُورت أثناء الحرب العالمية الثانية
مثل رادار والسونار وأنظمة الاتصال والذخائر المتقدمة وأنظمة التسليح،
```
وكان المصطلح باسم «
هندسة الراديو
» انذاك. إلا أن بدأ مصطلح 
الهندسة الإلكترونية
 في الظهور، أخذت هندسة الإلكترونيات استقلاليتها عن هندسة الكهرباء بداية في 
المملكة المتحدة
 عام 1960 م.
[
1
]
```

## علم الالكترونيات
يهتم علم الالكترونيات بتصميم واختبار الدوائر الإلكترونية بالاستعانة بالخصائص الكهرومغناطيسية للعناصر الكهربية مثل المقاومة والمكثف والمحث وترانزستور بغرض تحقيق وظيفة محددة. أحد الأمثلة علي هذه الدوائر دائرة التوليف، التي تسمح لمستخدم الراديو بترشيح كل المحطات ما عدا محطة.
يقوم مهندسو الالكترونيات في تصميم الدوائر المتكاملة أولا ببناء مخطط الدائرة الذي يحدد المكونات الكهربائية ويصف الترابط بينها. وبعد الانتهاء، يقوم مهندسو دارة التكامل الفائق بتحويل المخطط إلى تصميمات فعلية، ترسم طبقات الموصلات وأشباه الموصلات المتنوعة واللازمة لبناء الدائرة. التحويل من التخطيط إلى التصميم يمكن أن يتم عن طريق البرمجيات (انظر أتمتة التصميم الإلكتروني) ولكن في كثير من الأحيان يتطلب الأمر توليف بشري دقيق لتقليل مساحة واستهلاك الطاقة. وبمجرد الانتهاء من التصميم، يمكن إرساله إلى مصنع تصنيع نبائط أشباه الموصلات.
بالنسبة لأنظمة التعقيد المتوسط فقد يستخدم المهندسون نمذجة في إتش دي إل لأجهزة المنطق القابلة للبرمجة ومصفوفة البوابات المنطقية القابلة للبرمجة.
ويمكن بعد ذلك تجميع الدوائر المتكاملة ومصفوفة البوابات المنطقية القابلة للبرمجة وغيرها من المكونات الكهربائية الأخرى على لوحات الدوائر المطبوعة لتشكيل دوائر أكثر تعقيدا. وفي الوقت الحالي توجد لوحات الدوائر المطبوعة في معظم الأجهزة الإلكترونية بما في ذلك أجهزة التلفزيون وأجهزة الكمبيوتر ومشغلات الصوت.

## المجالات الفرعية
الهندسة الإلكترونية لديها العديد من المجالات الفرعية. وسيأتي وصف لبعض أشهر هذه المجالات. وبرغم وجود مهندسين يركزون بشكل حصري على مجال فرعي، إلا أن هناك أيضا العديد من الذين يركزون على مزيج من المجالات الفرعية.
معالجة الإشارات والتي تتعامل مع تحليل والتلاعب بالإشارات. والتي يمكن أن تكون إشارات تناظرية تختلف بشكل مستمر وفقا للمعلومات. أو إشارات رقمية تختلف وفقا لسلسلة من القيم المنفصلة التي تمثل المعلومات.
وفيما يتعلق بالإشارات التناظرية، قد تشمل معالجة الإشارة تضخيم وترشيح الإشارات السمعية للمعدات السمعية أو تضمين وإزالة تضمين إشارات الاتصال عن بعد. أما فيما يتعلق بالإشارات الرقمية، قد تنطوي معالجة الإشارات على الضغط، والتحقق من الأخطاء والكشف عنها وتصحيحها.
هندسة الاتصال عن بعد والتي تتعامل مع نقل المعلومات عبر قناة مثل الكابل المحوري أو الألياف البصرية أو الفراغ.
يتطلب الإرسال عبر الفضاء الحر أن يتم تشفير المعلومات في الموجة الحاملة من أجل تحويل المعلومات إلى تردد حامل مناسب للإرسال، ويعرف ذلك بالتضمين. وتشمل التقنيات الشائعة للتضمين التناظري تضمين الشدة وتضمين التردد. يؤثر اختيار نمط التضمين على تكلفة وأداء النظام، وهذه العوامل يجب أن تكون متوازنة بعناية من قِبل المهندس.
وبمجرد تحديد خصائص إرسال النظام، يقوم مهندسو الاتصالات بتصميم أجهزة الإرسال والاستقبال اللازمة لهذه الأنظمة. ويتم الجمع بين الإرسال والاستقبال في بعض الأحيان لتشكيل جهاز اتصال في اتجاهين يعرف باسم جهاز الإرسال والاستقبال. ويُمثل استهلاك المرسل للطاقة أحد الاعتبارات الرئيسية في تصميمه، حيث أن استهلاك الطاقة يرتبط ارتباطا وثيقا بقوة الإشارة. وإذا كانت قوة إشارة المرسل غير كافية فستكون معلومات الإشارة تالفة بسبب الضوضاء.
هندسة التحكم لديها مجموعة واسعة من التطبيقات، بداية من أنظمة الطيران والدفع للطائرات التجارية وصولا لمثبت السرعة الموجود في العديد من السيارات الحديثة. كما تلعب دورا هاما في الأتمتة الصناعية.
يستفيد مهندسي التحكم في كثير من الأحيان من التغذية المرتجعة عند تصميم أنظمة التحكم. على سبيل المثال، سيارة لديها مثبت سرعة، فإنه يتم مراقبة سرعة السيارة باستمرار وإرسال هذه البيانات إلى النظام الذي يضبط إنتاج طاقة المحرك وفقا لذلك. وحيثما توجد ردود فعل منتظمة، يمكن استخدام نظرية التحكم لتحديد كيفية استجابة النظام لهذه التغذية المرتجة.
هندسة الأجهزة تتعامل مع تصميم الأجهزة لقياس الكميات الفيزيائية مثل الضغط والتدفق ودرجة الحرارة.
تصميم مثل هذه الأجهزة يتطلب الفهم الجيد للفيزياء التي غالبا ما تمتد إلى ما وراء نظرية الكهرومغناطيسية. على سبيل المثال، تستخدم مسدس الرادار تأثير دوبلر لقياس سرعة المركبات القادمة. وبالمثل، تستخدم المزدوجات الحرارية تأثير بلتيير-سيبيك لقياس الفرق في درجة الحرارة بين نقطتين.
في كثير من الأحيان لا يتم استخدام الأجهزة بذاته، ولكن يُستخدم كمجس لأنظمة كهربائية أكبر. على سبيل المثال، يمكن استخدام المزودوجة الحرارية للمساعدة في بقاء درجة حرارة الفرن ثابته. لهذا السبب، غالبا ما ينظر إلى هندسة الأجهزة على أنها نظير لهندسة التحكم.
هندسة الحاسوب تتعامل مع تصميم أجهزة وأنظمة الكمبيوتر. ويتضمن ذلك تصميم أجهزة حاسوبية جديدة، وتصميم أجهزة المساعد الرقمي الشخصي أو استخدام أجهزة الكمبيوتر للتحكم في محطة صناعية. كما أن تطوير الأنظمة المضمنة (أنظمة المعدة لمهام محددة مثل الهواتف المحمولة) يدخل أيضا في هذا المجال. ويتضمن هذا المجال أيضا وحدات التحكم متناهية الصغر وتطبيقاتها. قد يعمل مهندسو الكمبيوتر أيضا على برنامج النظام. ومع ذلك، فإن تصميم أنظمة البرمجيات المعقدة غالبا ما يكون مجال هندسة البرمجيات، والتي تُعتبر تخصص مختلف.
هندسة دارة التكامل الفائق تتعامل مع تصنيع الدوائر المتكاملة والمكونات الإلكترونية.

## التعليم والتدريب
يحصل مهندس الالكترونيات عادة على شهادة أكاديمية مع تخصص في الهندسة الإلكترونية. مدة الدراسة لهذه الدرجة عادة ما تكون ثلاث أو أربع سنوات، وتعرف درجة الانتهاء باسم بكالوريوس الهندسة، بكالوريوس العلوم، بكالوريوس العلوم التطبيقية، أو بكالوريوس التكنولوجيا اعتمادا على الجامعة مصدر الشهادة. تقدم العديد من الجامعات في المملكة المتحدة درجة الماجستير في الهندسة على مستوى الدراسات العليا.
يختار بعض مهندسي الالكترونيات متابعة درجة الدراسات العليا مثل ماجستير في العلوم، الدكتوراه الفلسفية في الهندسة، أو دكتوراه الهندسة. يتم إدخال درجة الماجستير في بعض الجامعات الأوروبية والأمريكية كدرجة أولى، والتمييز بين مهندس البكالوريوس والدراسات العليا غالبا ما يكون أمرا صعبا. وفي هذه الحالات، تؤخذ الخبرة في الاعتبار. قد تتكون درجة الماجستير إما من البحوث، والدورات الدراسية أو خليط من الاثنين. وتتكون دكتوراه الفلسفة من مكون بحثي كبير، وغالبا ما ينظر إليه على أنه نقطة الدخول إلى الأوساط الأكاديمية.
في معظم البلدان، تُمثل درجة البكالوريوس في الهندسة الخطوة الأولى نحو الاعتماد وبرنامج الدرجات نفسه يكون معتمد من قبل هيئة مهنية. بعد الانتهاء من برنامج درجات معتمد يجب على المهندس تلبية مجموعة من المتطلبات (بما في ذلك متطلبات الخبرة في العمل) قبل أن يتم اعتماده. وبمجرد اعتماده، يُطلق عليه لقب مهندس محترف (في الولايات المتحدة وكندا وجنوب أفريقيا) أو مهندس معتمد أو مهندس مدمج (في المملكة المتحدة وأيرلندا والهند وزيمبابوي)، ومهندس محترف معتمد (في أستراليا ونيوزيلندا) أو المهندس الأوروبي (في الكثير من الاتحاد الأوروبي).
ويختار بعض الفيزيائيين المدربين أيضا أن يصبحوا مهندسين الكترونيين.
الحصول علي درجة علمية في الالكترونيات عموما يتضمن وحدات تغطي الفيزياء والكيمياء والرياضيات وإدارة المشاريع ومواضيع محددة في الهندسة الكهربائية. في البداية، تغطي هذه الموضوعات معظم، إن لم يكن كل، المجالات الفرعية للهندسة الإلكترونية. ثم یختار الطلاب التخصص في مجال فرعي واحد أو أکثر.
ومن أساسيات هذا التخصص علوم الفيزياء والرياضيات لأنها تساعد في الحصول على وصف نوعي وكمي لكيفية عمل هذه النظم. وفي عالم اليوم، فإن معظم الأعمال الهندسية تنطوي على استخدام أجهزة الكمبيوتر، ومن الشائع استخدام التصميم بمساعدة الكمبيوتر وبرامج المحاكاة عند تصميم الأنظمة الإلكترونية. على الرغم من أن معظم المهندسين يفهمون نظرية الدائرة الأساسية، والنظريات التي يستخدمها المهندسين عموما تعتمد على العمل الذي يقومون به. على سبيل المثال، ميكانيكا الكم والفيزياء الحالة الصلبة قد تكون ذات صلة لمهندس يعمل على دارة التكامل الفائق ولكن لا علاقة لها إلى حد كبير للمهندسين الذين يعملون مع النظم الكهربائية الكبيرة.
بصرف النظر عن الكهرومغناطيسية ونظرية الشبكة، فإن البنود الأخرى في المنهج هي خاصة لدورة هندسة الالكترونيات. دورات الهندسة الكهربائية لديها تخصصات أخرى مثل الآلات وتوليد وتوزيع الطاقة. هذه القائمة لا تشمل منهج الرياضيات الهندسية واسعة النطاق التي هي شرط أساسي للحصول علي الشهادة.

### الكهرومغناطيسية
عناصر التفاضل الشعاعي: التباعد والتدور و
ونظرية ستوكس ونظرية التباعد
ومعدلات ماكسويل: المتفاضلة والمتكاملة. المعادلة الموجية، متجه بوينتنغ. الموجة المستوية: وانتشارها خلال وسائط مختلفة. الانعكاس والانكسار؛ سرعة الطور وسرعة المجموعة؛ تأثير الجلد. خطوط النقل: مقاومة مميزة. تحول المقاومة؛ مخطط سميث؛ توفيق المعاوقة؛ إثارة النبض. الموجهات؛ مسألة القيمة الحدية؛ ترددات القطع؛ تشتت العلاقات. الهوائيات: هوائيات ثنائية القطب؛ صفائف الهوائي؛ نمط الإشعاع؛ نظرية التبادل، كسب الهوائي.

### تحليل الشبكة
الرسوم البيانية للشبكة: المصفوفات المرتبطة بالرسوم البيانية؛ معدل الإصابة، مجموعة القطع الأساسية، ومصفوفات الدائرة الأساسية. طرق الحل: تحليل عقدي وشبكي. نظريات الشبكة: تراكب، طاقة النقل القصوي لثيفينين ونورتون، تحول واي-دلتا. تحليل الحالة الجيبية باستخدام المطوار. وغير ذلك

### الأجهزة والدوائر الإلكترونية
الأجهزة الإلكترونية: نطاقات الطاقة في السيليكون، السيليكون الداخلي والخارجي. حامل النقل في السيليكون: تيار الانتشار، تيار الانجراف، والتنقل، والمقاومة. التوليد وإعادة تركيب الناقلات. وصلة الموجب والسالب، دايود، دايود زنر، دايود نفقي، ترانزستور ثنائي القطبية، ترانزستور حقلي وصلي، موسفت، صمام ثنائي باعث للضوء، وصلة ثلاثية وصمام الصورة الثنائي، الليزر. تكنولوجيا الأجهزة: عملية تصنيع الدوائر المتكاملة، الأكسدة، الانتشار، غرس الأيونات، ضوئي، زجاجة ن، زجاجة ب، زجاجة مزدوجة.

### الاتصالات
أنظمة الاتصالات التناظرية
أنظمة الاتصالات الرقمية

## الهيئات المهنية
تشمل الهيئات المهنية الملحوظة بالنسبة لمهندسي الإلكترونيات معهد مهندسي الكهرباء والإلكترونيات ومؤسسة المهندسين الكهربائيين (التي أعيد تسميتها الآن جمعية الهندسة والتقنية). ويتم الاعتراف المهني بأعضاء جمعية الهندسة والتقنية في أوروبا كمهندسين كهربائيين ومهندسين حاسب آلي. ويزعم أعضاء معهد مهندسي الكهرباء والإلكترونيات أنهم ينتجون 30% من الأدب العالمي في الهندسة الكهربائية/الإلكترونية، ولديه أكثر من 430,000 عضو، ويقيم أكثر من 450 مؤمتر برعايتة منفردا أو مشتركا معه غيره في جميع أنحاء العالم كل عام.

## هندسة المشاريع
بالنسبة لمعظم المهندسين غير العاملين في طليعة تصميم النظام وتطويره، لا يمثل العمل الفني سوى جزء صغير من العمل الذي يقومون به. حبث يُنفق الكثير من الوقت على مهام مثل مناقشة المقترحات مع العملاء، وإعداد الميزانيات وتحديد مواعيد المشاريع. يدير العديد من كبار المهندسين فريق من الفنيين أو المهندسين الآخرين، ولهذا السبب، مهارات إدارة المشاريع مهمة. تتضمن معظم المشاريع الهندسية شكل من أشكال الوثائق ولهذا فإن مهارات الاتصال المكتوبة بشكل قوي تُعتبر مهمة جدا.
تتنوع أماكن عمل مهندسي الإلكترونيات بحسب نوع العمل الذي يقومون به. ويمكن العثور على مهندسي الالكترونيات في بيئة المختبر البكر من مصنع أشبه الموصلات، أو مكاتب شركة استشارية أو في مختبر البحوث. وقد يجد مهندسو الإلكترونيات أنفسهم، خلال حياتهم العملية، يُشرفون على مجموعة واسعة من الأفراد، بما في ذلك العلماء والكهربائيين ومبرمجي الحواسيب وغيرهم من المهندسين.
يُشكل تقادم المهارات التقنية مصدر قلق أساسي لمهندسي الالكترونيات. ومن ثم، فإن العضوية والمشاركة في الجمعيات التقنية، والاستعراض المنتظم للدوريات في الميدان والتعلم المستمر، كلها أمور أساسية للحفاظ على الكفاءة.